# 西田町 (郡山市)
西田町（にしたまち）は福島県郡山市にある町。かつては福島県中通り東部、田村郡に属していた西田村だった。

## 概要
郡山市街の北東の山間部に位置する地域。農業が主産業だが、郷土玩具の三春駒や三春張子人形の製作も盛ん。また、和菓子メーカーのかんのやも本社工場を置いている。
郡山市との合併後の1995年に磐越自動車道郡山東インターチェンジが設置され、その後、国道288号郡山東バイパスも開通したことで利便性が向上し、橋梁メーカーの矢田工業が西田町へ事業所を移転するなど、農業以外の産業も生まれている。

## 歴史

### 年表
- 1955年（昭和30年）4月1日 - 高野村・逢隈村が合併し、西田村が成立。
- 1965年（昭和40年）8月1日 - 中田村・西田村が郡山市に編入される。それにより地方自治体としての西田村が消滅する。

### 行政区域変遷
- 変遷の年表

| 西田村村域の変遷（年表） | 西田村村域の変遷（年表） | 西田村村域の変遷（年表） |
| 年                       | 月日                     | 旧西田村村域に関連する行政区域変遷 |
| ------------------------ | ------------------------ | --- |
| 1889年（明治22年）       | 4月1日                   | 町村制施行により、以下の村が発足。 - 高野村 ← 丹伊田村・土棚村・高柴村・板橋村 - 逢隈村 ← 鬼生田村・木村・三町目村・大田村 - 巌江村 ← 白岩村・下白岩村・上舞木村・下舞木村・根木屋村・阿久津村・安原村・ 横川村・山田村・芹沢村・南小泉村・北小泉村 |
| 1889年（明治27年）       | 7月23日                  | 巌江村の一部（南小泉・北小泉と芹沢の一部）が分立し小泉村が発足。 |
| 1955年（昭和30年）       | 4月1日                   | 高野村と逢隈村が合併し西田村が発足。 |
| 1955年（昭和30年）       | 11月15日                 | 巌江村の一部（芹沢・根木屋）は西田村に編入。 |
| 1965年（昭和40年）       | 8月1日                   | 西田村は中田村とともに郡山市に編入され、消滅。 |

- 変遷表

| 西田村村域の変遷表 | 西田村村域の変遷表 | 西田村村域の変遷表  | 西田村村域の変遷表 | 西田村村域の変遷表  | 西田村村域の変遷表            | 西田村村域の変遷表          | 西田村村域の変遷表 | 西田村村域の変遷表 |
| 1868年 以前        | 1868年 以前        | 明治元年 - 明治22年 | 明治22年 4月1日    | 明治22年 - 昭和19年 | 昭和20年 - 昭和64年           | 昭和20年 - 昭和64年         | 平成元年 - 現在    | 現在               |
| ------------------ | ------------------ | ------------------- | ------------------ | ------------------- | ----------------------------- | --------------------------- | ------------------ | ------------------ |
|                    | 丹伊田村           | 丹伊田村            | 高野村             | 高野村              | 昭和30年4月1日 西田村         | 昭和40年8月1日 郡山市に編入 | 郡山市             | 郡山市             |
|                    | 土棚村             |                     | 高野村             | 高野村              | 昭和30年4月1日 西田村         | 昭和40年8月1日 郡山市に編入 | 郡山市             | 郡山市             |
|                    | 高柴村             |                     | 高野村             | 高野村              | 昭和30年4月1日 西田村         | 昭和40年8月1日 郡山市に編入 | 郡山市             | 郡山市             |
|                    | 板橋村             |                     | 高野村             | 高野村              | 昭和30年4月1日 西田村         | 昭和40年8月1日 郡山市に編入 | 郡山市             | 郡山市             |
|                    | 鬼生田村           | 鬼生田村            | 逢隈村             | 逢隈村              | 昭和30年4月1日 西田村         | 昭和40年8月1日 郡山市に編入 | 郡山市             | 郡山市             |
|                    | 木村               |                     | 逢隈村             | 逢隈村              | 昭和30年4月1日 西田村         | 昭和40年8月1日 郡山市に編入 | 郡山市             | 郡山市             |
|                    | 三町目村           |                     | 逢隈村             | 逢隈村              | 昭和30年4月1日 西田村         | 昭和40年8月1日 郡山市に編入 | 郡山市             | 郡山市             |
|                    |                    |                     | 逢隈村             | 逢隈村              | 昭和30年4月1日 西田村         | 昭和40年8月1日 郡山市に編入 | 郡山市             | 郡山市             |
|                    | 大畑村             | 明治14年 大田村     | 逢隈村             | 逢隈村              | 昭和30年4月1日 西田村         | 昭和40年8月1日 郡山市に編入 | 郡山市             | 郡山市             |
|                    | 李田村             | 明治14年 大田村     | 逢隈村             | 逢隈村              | 昭和30年4月1日 西田村         | 昭和40年8月1日 郡山市に編入 | 郡山市             | 郡山市             |
|                    | 根木屋村           | 根木屋村            | 巌江村 の一部      | 巌江村の一部        | 昭和30年11月15日 西田村に編入 | 昭和40年8月1日 郡山市に編入 | 郡山市             | 郡山市             |
|                    | 芹沢村の一部       |                     | 巌江村 の一部      | 巌江村の一部        | 昭和30年11月15日 西田村に編入 | 昭和40年8月1日 郡山市に編入 | 郡山市             | 郡山市             |

## 人口・世帯

### 人口
総数 [単位： 人]
| 1955年（昭和30年） | 2,849 |
| 1965年（昭和40年） | 3,623 |
| 2010年（平成22年） | 4,672 |
| 2015年（平成27年） | 4,386 |

### 世帯
総数 [単位： 世帯]
| 1955年（昭和30年） | 1,111 |
| 1965年（昭和40年） | 1,118 |
| 2010年（平成22年） | 1,308 |
| 2015年（平成27年） | 1,327 |

## 行政

### 市管轄の機関
- 西田行政センター
- 西田スポーツ広場

## 産業

### 農業
- 田畑が広がる

### 工業
- かんのやの本社工場が立地
- 矢田工業（橋梁メーカー）の本社工場が立地

## 教育
義務教育学校
- 西田学園

廃校となった学校
- 高野小学校
- 三町目小学校 - 旧西田村立三町目小学校1876年（明治9年）創立。
- 大田小学校 - 旧西田村立大田小学校1876年（明治9年）創立。
- 根木屋小学校 - 旧西田村立根木屋小学校1893年（明治26年）創立。
- 鬼生田小学校 - 旧西田村立鬼生田小学校1873年（明治6年）創立。
- 西田中学校 - 旧西田村立西田中学校、逢隈中学校と高野中学校の統合で1961年（昭和36年）開校。

## 交通

### 路線バス
- 福島交通により運行されている。

### 道路
高速道路
- 磐越自動車道：郡山東インターチェンジ

一般国道
- 国道288号郡山東バイパス

県道
- 福島県道28号本宮三春線
- 福島県道73号二本松金屋線
- 福島県道115号三春日和田線
- 福島県道116号二本松三春線

## 名所・旧跡・観光スポット・祭事・催事
- 鹿島大神宮
  - 鹿島神社のペグマタイト岩脈
- 日枝神社（山王桜など）
- 高柴デコ屋敷
- 雪村庵
- 小さな森の和美術館
- 梅の里（西田町三町目細田地区付近、約一万二千本北緯37度27分16秒 東経140度27分5秒）

### 祭事
- 4月 梅の里まつり（毎年4月上旬）
- 5月 高柴デコ祭り（毎年5月最後の日曜日）
- 5月～12月 西田町夕焼け市（第1・3金曜日夕方）[4]。